# William Herbert Burns
Pour les articles homonymes, voir Burns.
Cet article possède un paronyme, voir William Burns.
William Herbert Burns, né le 27 février 1878 à Clearview et mort le 1er janvier 1964 à Saint-Boniface, est un curleur et homme politique canadien.
Il remporte le tournoi de démonstration de curling aux Jeux olympiques de 1932 à Saint-Moritz. Membre du Parti conservateur du Canada, il est maire de Portage la Prairie de 1921 à 1930 et député à la Chambre des communes du Canada de 1930 à 1935.